# Sint-Barbarakerk (Weibern)
De oude Sint-Barbarakerk (Alte Kirche St. Barbara) is een rooms-katholieke parochiekerk van Weibern, een plaats in Landkreis Ahrweiler (Rijnland-Palts). Het kerkgebouw is een van de weinige neogotische kerken in de regio die nog geheel in oorspronkelijk staat is en is gelegen aan de Kirchstraße 2.

## Geschiedenis
De Barbarakerk werd in de jaren 1888-1890 naar het ontwerp van de uit Düsseldorf afkomstige architect Caspar Clemens Pickel gebouwd. Het betreft een zaalbouw van tufsteen in neogotische stijl. Omdat de oude Barbarakerk halverwege de 20e eeuw te klein werd, verrees er naast de oude kerk in de jaren 1970 een nieuwe Barbarakerk. In deze nieuwe Barbarakerk werd conform de toenmalige geest van het Tweede Vaticaans Concilie alle pronkzucht vermeden. Deze kerk is met een vleugel verbonden aan de oude kerk, is eveneens opgedragen aan de heilige Barbara en werd op 1 juli 1973 ingewijd.

## Interieur
Het kleurrijke interieur heeft een 19e-eeuws hoogaltaar met beelden van de heiligen Aloysius en Barbara en wordt bekroond met een kruisigingsgroep. De westelijke koormuur heeft een muurschildering van de Heilige Familie en de oostelijke muur de Kroning van Maria. Rechts van het koor bevindt zich het Maria-altaar en links daarvan het Jozefaltaar. De kansel werd gedecoreerd met de vier evangelisten. Aan de pijlers van het kerkschip staan de beelden van heiligen. De maaswerkvensters, het doopvont en het oorlogsmonument in de voorhal zijn door lokale steenhouwers gemaakt.

## Afbeeldingen

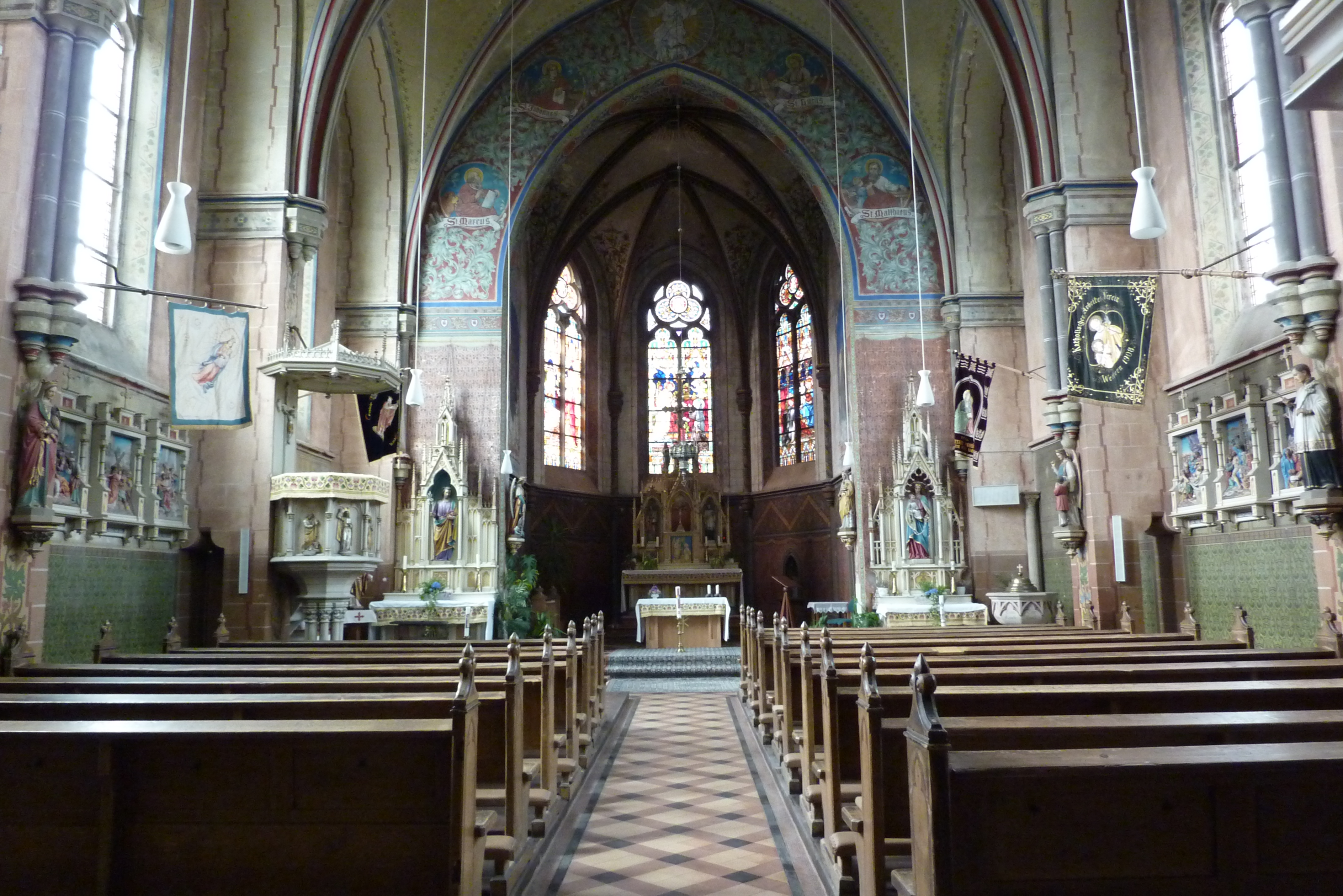
Interieur
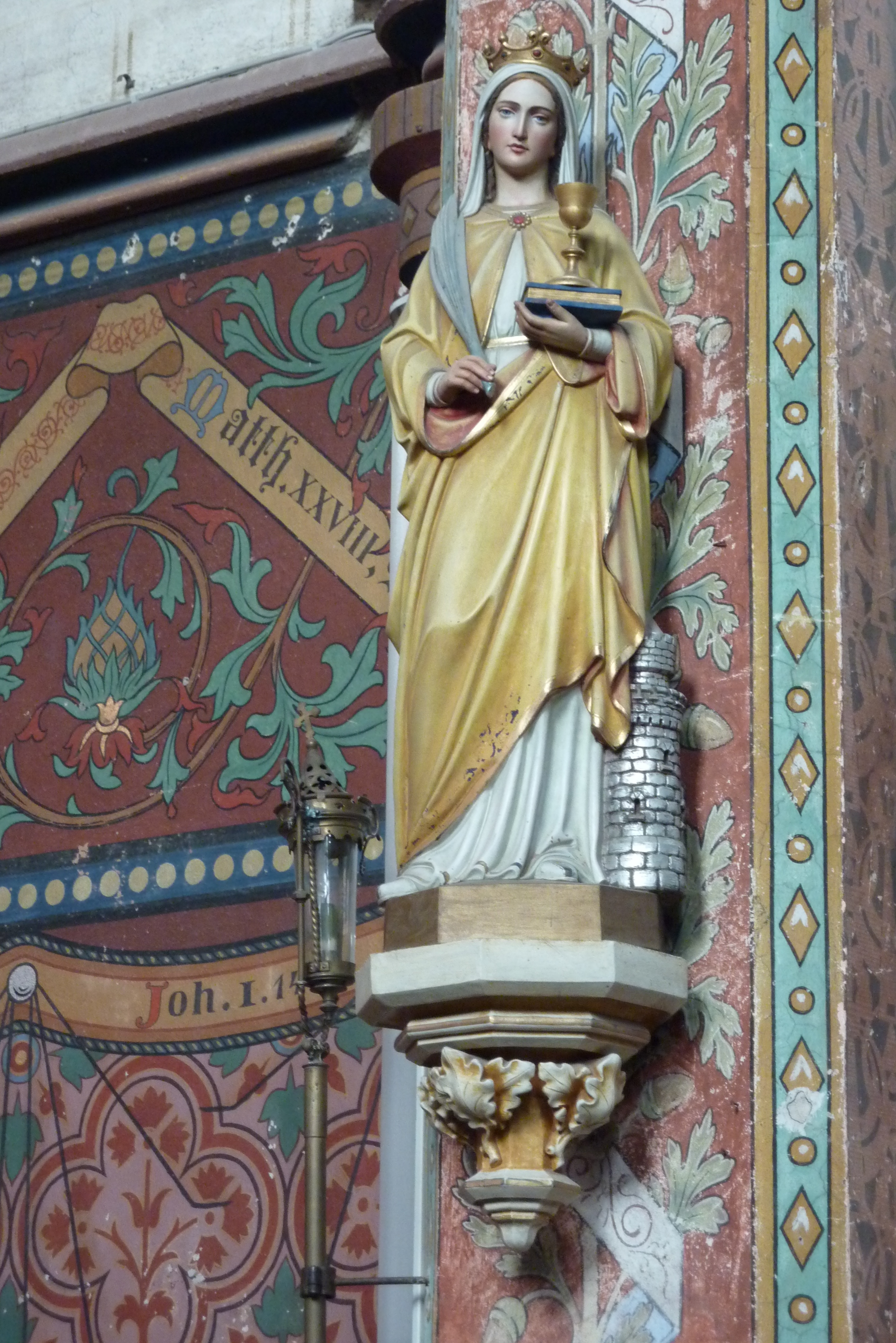
Neogotisch beeld Hl. Barbara
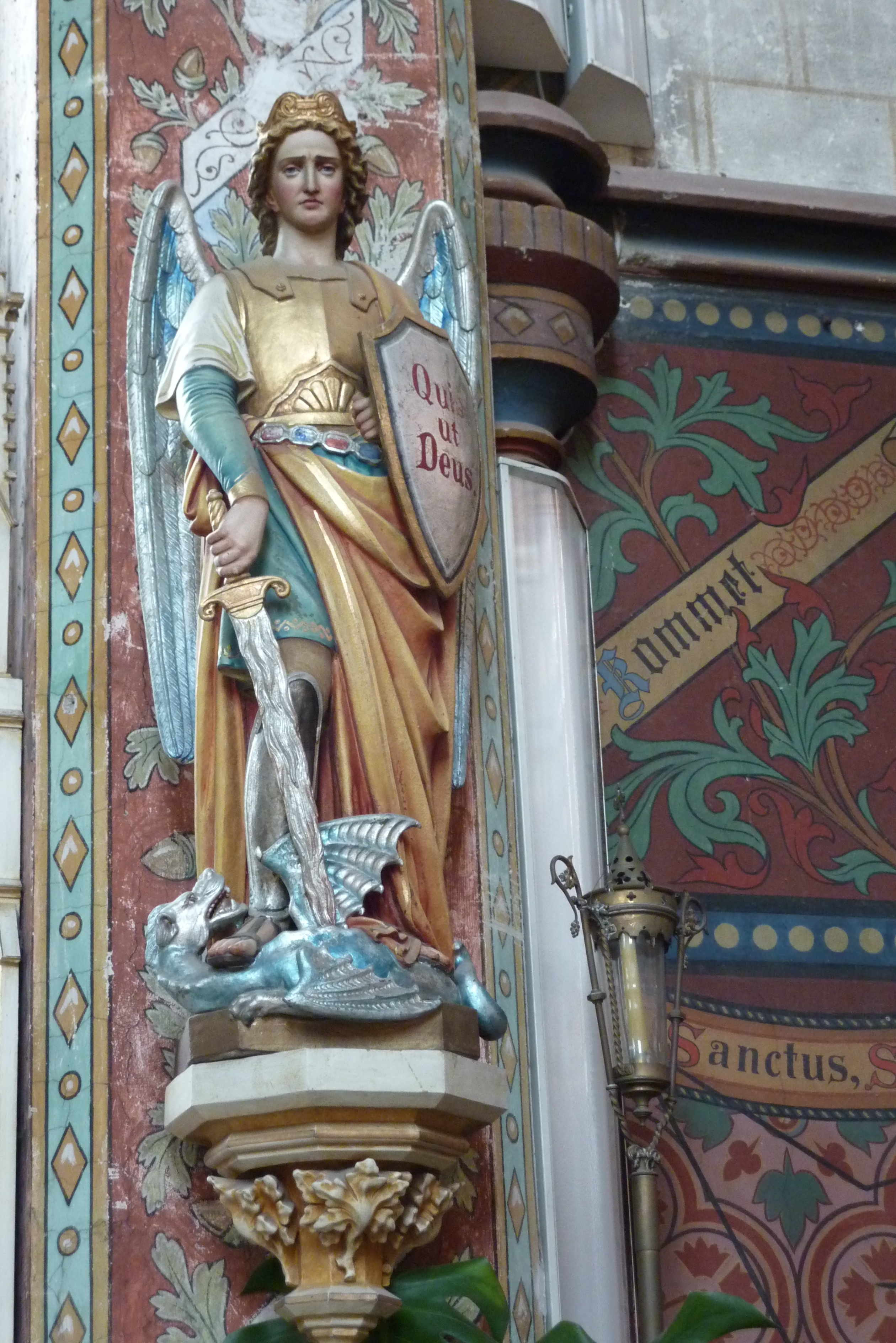
Neogotisch beeld Aartsengel Michaël
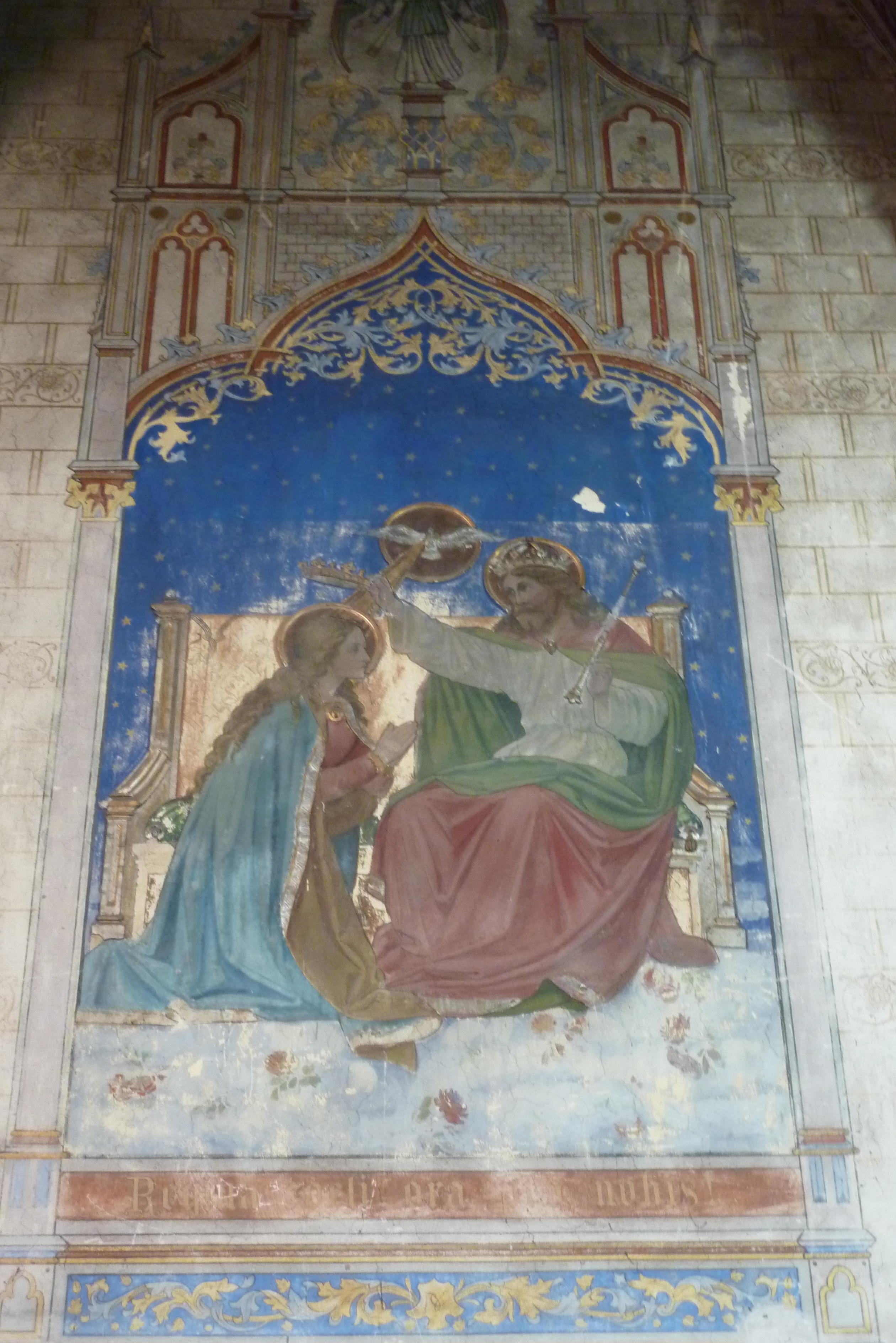
Muurschildering Kroning van Maria